# Motithang
Motithang è un sobborgo nord-occidentale di Thimphu, capitale del Bhutan. Il suo nome significa "il prato delle perle". Il fiume Chubachu taglia il quartiere in due, arrivando da Kawajangsa e scorrendo verso il quartiere di Chubachu.
L'area si sviluppò solo come area residenziale negli a partire dagli anni 1980, in seguito alla fondazione iniziale del Motithang Hotel nel 1974 in occasione dell'incoronazione di Jigme Singye Wangchuck. All'epoca, l'albergo era situato in mezzo alla foresta, separato dalla città da terreni agricoli, mentre oggi è immerso in un quartiere pacifico tra case e giardini.
Oltre al Motithang Hotel, il quartiere ospita diverse pensioni ed è per questo uno di quelli che ospita il maggior numero di visitatori. Esso ospita inoltre anche la Commissione nazionale per gli affari culturali, una sede dell'UNICEF, diversi negozi di generi alimentari e la Motithang Higher Secondary School.
Qui ha sede anche una riserva per la protezione di takin, animale simbolo del Paese, la Riserva dei takin di Motithang.